# الشخص الذي أحبه
الشخص الذي أُحبّه (بالإنجليزية: The One I Love)‏: هو فيلم أمريكي رومنسي وكوميدي درامي صَدَرَ في أغسطس 2014 من إخراج شارلي ماكدويل وتأليف جوستين لادر. وعُرضَ الفلم لأول مرة في مهرجان صاندانس السينمائي في 21 يناير 2014. وبعد عرض الفيلم في المهرجان حصلت شركة وينشتاين على حقوق توزيع الفيلم ونشره، ثم قامت بإصداره في صالات السينما الأمريكية في 22 أغسطس 2014.

## القصة
زوجان يهربان من حياتهما اليومية لقضاء عطلة نهاية أسبوع ممتعة للترويح عن النفس والتَقرُّب لبعضهما أكثر. وهناك يقعان في مشاكل غير متوقعة في قالب كوميدي رومنسي.

## طاقم العمل
- مارك دوبلاس بدور إيثان
- إليزابيث موس بدور صوفي
- تيد دانسون بدور ثيربست

## الاستقبال الجماهيري
بشكل عام، فقد تلقّى الفيلم مراجعات إيجابية من أغلب النُقّاد. وحصل على مراجعات إيجابية ما نسبته 79% في موقع الطماطم الفاسدة استناداً إلى 14 مُراجِعاً مع متوسط تقييم 7 من 10.
وقال جيفري بيركشاير في مراجعته التي نُشرت في مجلة «فرايتي» : (شارلي ماكدويل أكد في أول عمل إخراجي له أنه حشد العديد من المُعجبين وقد قدّم فِلماً رائعاً بمُشاركة مارك دوبلاس وإليزابيت موس.)  وقالت كيث إيربلاند في مراجعتها في موقع film.com : (الفيلم مُصمم ببراعة ومبني بإحكام لقصة حُبّ عصريّة.) 
وقد انتقد جون ديفور من موقع The Hollywood Reporter الفيلم وقال في مراجعته: (في كل لحظة من الفيلم أشعر بالانزعاج لمُشاهدتي الفيلم بسبب تكرار المشاهد والحوارات والقصة الاعتيادية.) 
كما حصل الفيلم على تقييم 7.1 من 10 في موقع IMDb.

## الإصدارات المنزليّة
صدر الفيلم على أقراص DVD وBlu-ray في 4 نوفمبر 2014. كما أصبح مُتاحاً للمُشاهدة مباشرة على الإنترنت عبر خدمة نتفليكس في 29 نوفمبر 2014.

## روابط خارجية
- الشخص الذي أحبه على موقع IMDb (الإنجليزية)
- الشخص الذي أحبه على موقع ميتاكريتيك (الإنجليزية)
- الشخص الذي أحبه على موقع روتن توميتوز (الإنجليزية)
- الشخص الذي أحبه على موقع نتفليكس (الإنجليزية)
- الشخص الذي أحبه على موقع ألو سيني (الفرنسية)
- الشخص الذي أحبه على موقع أول موفي (الإنجليزية)
- الشخص الذي أحبه على موقع فيلمافينيتي (الإسبانية)
- الشخص الذي أحبه على موقع قاعدة بيانات الأفلام السويدية (السويدية)
- الشخص الذي أحبه على موقع قاعدة بيانات الفيلم (الإنجليزية)
- الشخص الذي أحبه على موقع ليتربوكسد (الإنجليزية)